# Michael Adams

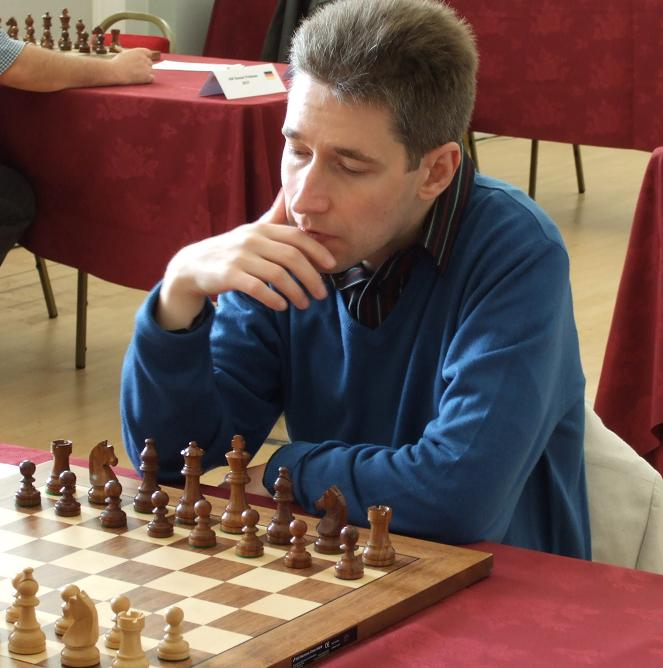
Michael Adams

Michael Adams, född 17 november 1971 i Truro, Cornwall, England, är en internationell stormästare i schack. I juli 2007 hade han en FIDE-rating (enligt Elo-systemet) på 2724 poäng, vilket gör honom till Storbritanniens bästa schackspelare. Utöver sitt spel är Adams dessutom en flitig författare av schacklitteratur.